# Church Lench
Church Lench – wieś i civil parish w Anglii, w hrabstwie Worcestershire, w dystrykcie Wychavon. Leży 19 km na wschód od miasta Worcester i 146 km na północny zachód od Londynu. W 2011 roku civil parish liczyła 675 mieszkańców. Church Lench jest wspomniana w Domesday Book (1086) jako Circelenz.